# 原日軍臺南衛戍病院
原日軍臺南衛戍病院是臺南市東區的文化資產及前軍醫院，於2003（民國92年）6月18日公告為臺南市市定古蹟，為全臺灣僅存的完整日治時期軍醫院建築群，該建築在戰後作為國軍第804醫院（國軍桃園總醫院前身），而目前為國立成功大學臺灣文學系系館。
臺南衛戍病院是日治時期1896年日軍在臺所設的軍醫院之一，初期原本將醫院設在赤崁樓西側的蓬壺書院，後來於1917年（大正六年）才在步兵第二聯隊營舍北側建成規模完整的正式院舍，為當時臺灣規模最大且完善者（臺北衛戍病院較晚才改建）。

## 沿革

### 日治時期

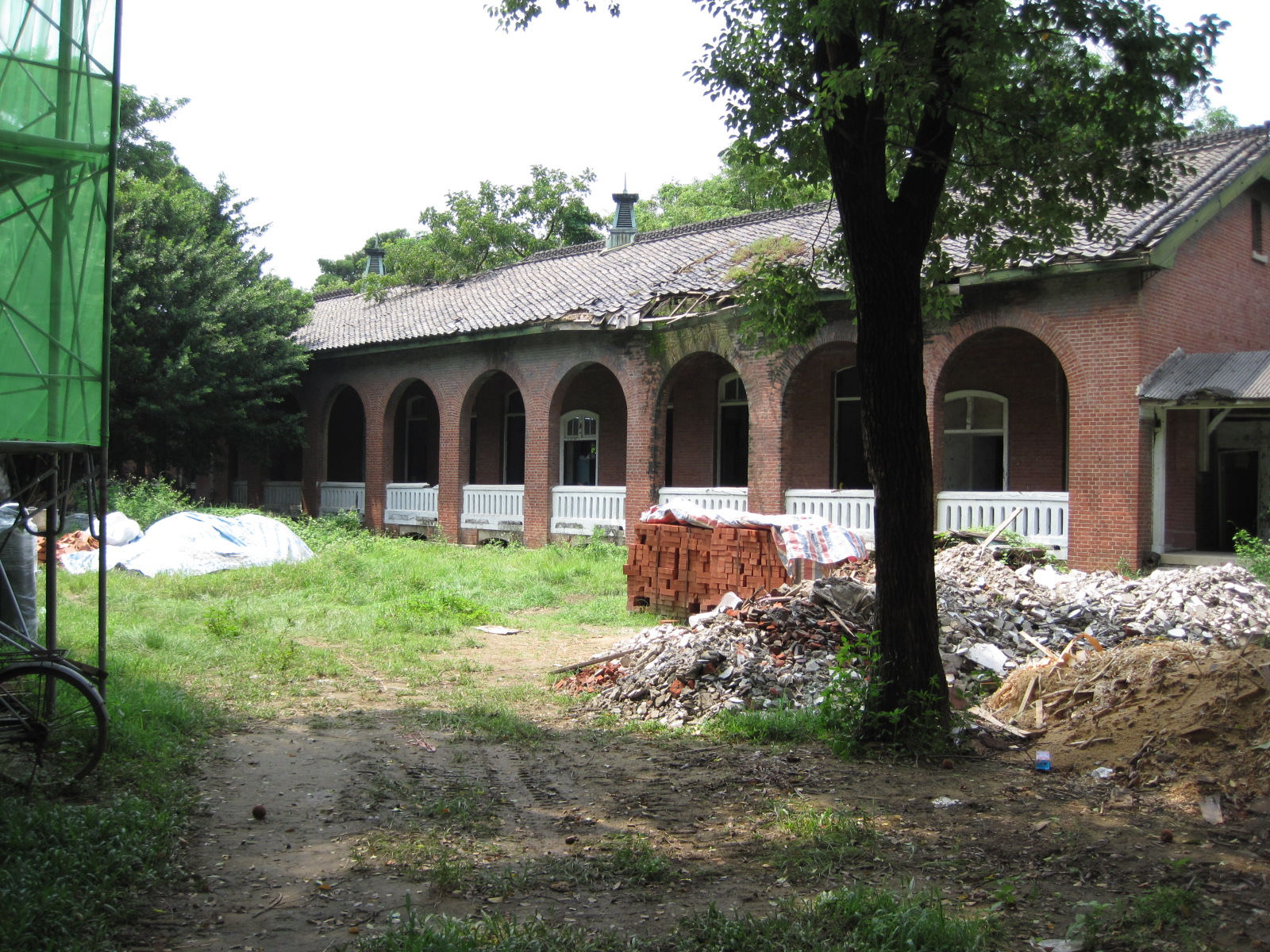
病院的一角(修復前)

日本在1895年統治台灣後，在台南設置臺灣守備混成第三旅團，利用赤崁樓旁的蓬壺書院作為臺南舍營病院。1896年4月4日，舍營病院改稱「臺南衛戍病院」。在1898年2月時，下轄新營庄、噍吧哖、打狗、鳳山、蕃薯藔、阿公店、澎湖島、枋寮、恆春、卑南、璞石閣分院。1899年，日軍選定在市區北郊的大北門附近建立軍事營區，首批兵舍在1904年完工。第一期的兵營完工後，駐守在臺南的軍隊在1907年11月7日正式授旗改編為臺灣步兵第二聯隊，此時的台南衛戍病院下轄花蓮、璞石閣、卑南分院、打狗轉地療養所。1916年，台南衛戍病院新廳舍開始興建，選址在台灣步兵第二聯隊營區北側，而且也鄰近臺南公園西側的山砲兵中隊，病院北側則有三分子日軍射擊場，並在1918年5月從蓬壺書院搬至現址。在1920年代，台南衛戍病院已經具相當規模，其主要建物包含管理室、病室、手術室、消毒室、試驗室、傳染病室等。
1936年10月4日，《衛戍病院令》公告修正後，臺南衛戍病院改制為「臺南陸軍病院」；同年12月1日，屏東分院改為「屏東陸軍病院」；12月9日，在水上庄的飛行第14聯隊營區內設置「臺南陸軍病院嘉義分院」。1941年8月1日，嘉義分院公告改為「嘉義陸軍病院」。1944年8月22日，高雄分院公告改為「高雄陸軍病院」。在1945年3月1的臺南大空襲中，臺南陸軍病院本院及開設在臺南公園的分院遭受美軍空襲而嚴重受損，因此在之後遷到台南市外圍的新化街、玉井庄、楠西庄等地開設分院、分室，繼續進行傷病救治。1945年8月15日日本投降。

### 戰後

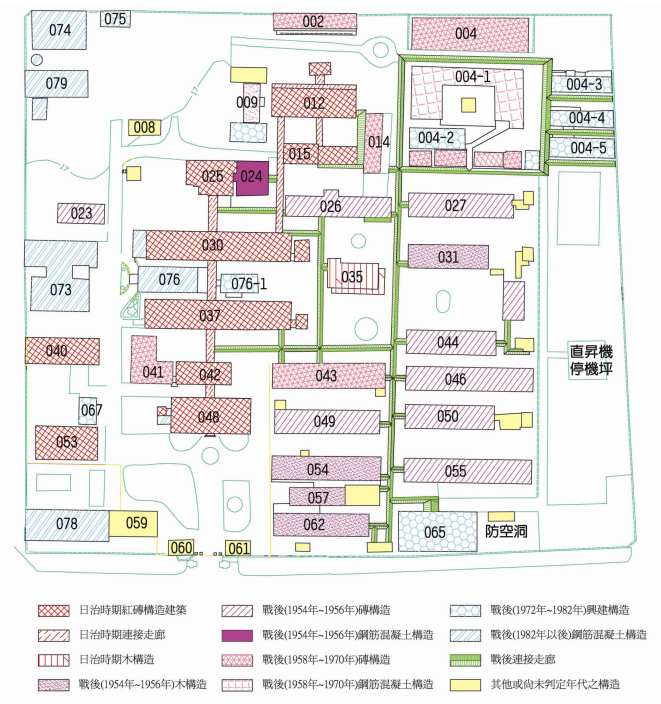
陸軍第804總醫院搬遷前配置圖

二次大戰後，中國方面在1945年12月底完成接收臺南陸軍病院本院（新化街）、密枝分室（楠西庄）、玉井分室、楠西倉庫、太子廟分院（仁德庄）、永康分院、下坑分院（永康庄大灣）。1946年1月1日，臺南陸軍病院公告解除軍職；1月14日，病院主要人員在高雄市集結，準備引揚；同年2月28日，臺南陸軍病院職員從鹿兒島市回到日本。臺南陸軍病院在被中華民國國軍接收後，成立陸軍訓練司令部軍醫院，在1948年9月開始收療病患，其南側的營區則成為國軍2338部隊光復營區。隨後醫院曾數次更名，在1954年（民國43年）更名為直屬聯勤總部的「聯勤第四總醫院」，1955年改編為「陸軍第四總醫院」，1960年5月改稱「陸軍第804總醫院」，1974年家寶医學研究室落成，1987年遷移至桃園縣桃園市（今桃園市桃園區），1997年遷移至後遷到龍潭鄉，於1998年更名為國軍桃園總醫院。
陸軍第804總醫院在遷到桃園後，原院區交由851野戰醫院管理，並在2000年撥交給國立成功大學，在2003年經指定為市定古蹟，非屬古蹟的部分在2004年被拆除。古蹟在經過修復調查研究後，在2010年至2013年間進行修復工程，修復完工後由臺灣文學系系館使用。

## 建築特色
此醫院為日本陸軍經理部營繕組設計，由數排彼此有廊道相連的南北向建築所組成，主要建材是磚頭，有不同形式的拱廊，其地板有抬高，有的屋頂上面有通氣塔，內部有大廳、掛號領藥廳、候診室、門診室、病房與醫官辦公室等房間。除了建築之外，附近也有不少老樹。
另外在「家寶醫學研究室」的隔壁棟紅磚建築北側牆上，上半部留有二次大戰美軍留下的彈孔，下半部的平行彈孔，據說是二二八事件時軍隊進行掃射所留下。

## 其他
- 管碧玲《爸爸的吉他：管碧玲的初衷》一書中，寫說當年成功大學有意將醫院建築拆毀改建為新的醫學大樓，但時任臺南市副市長許陽明對臺南衛戍病院提出古蹟審議[2]。反對此事的成大長官曾將多位擔任審查委員的成大教授找去「訓話」（管碧玲與許陽明當晚請這些委員在臺南新天地百貨的餐廳請這些委員吃飯慰勞），另外審議通過後成大曾提出再議，但最後還是指定成古蹟[2]。管碧玲在該書中寫說此一古蹟案是她唯一一次為古蹟「關說」的案例[2]。
- 《看護婦たちの南方戦線―帝国の落日を背負って》一書中，描述了斗六街出身的黃玉緞（川島繁子）、黃玉賀（川島千賀子）姊妹自1941年在臺南陸軍病院從事護士工作，以及在1942年被派遣到馬尼拉的南方第十二陸軍病院的口述歷史[14]。